# Punta de l'Àliga (Prat de Comte)
La Punta de l'Àliga és una muntanya de 759 metres que es troba entre els municipis de Prat de Comte i Paüls, a la comarca catalana de la Terra Alta.